# ألان فيلدر
ألان فيلدر (بالإنجليزية: Allan Felder)‏ هو كاتب أغاني أمريكي، ولد في 26 مايو 1943 في فيلادلفيا في الولايات المتحدة، وتوفي في 9 نوفمبر 1999.

## وصلات خارجية
- ألان فيلدر على موقع ميوزك برينز (الإنجليزية)
- ألان فيلدر على موقع أول ميوزيك (الإنجليزية)
- ألان فيلدر على موقع أول ميوزيك (الإنجليزية)
- ألان فيلدر على موقع ديسكوغز (الإنجليزية)